# دوري الدرجة الممتازة الأيرلندي 2001–02
دوري الدرجة الممتازة الأيرلندي 2001–02 (بالإنجليزية: 2001–02 League of Ireland Premier Division)‏ هو الموسم 81 من دوري الدرجة الممتازة الأيرلندي. أشرف على تنظيمه اتحاد أيرلندا لكرة القدم، وكان عدد الأندية المشاركة فيه 12، وفاز فيه نادي شيلبورن.